# الخسف (صبر الموادم)

تعديل مصدري - تعديل

الخسف  هي إحدى قرى مديرية صبر الموادم بمحافظة تعز اليمنية، بلغ تعداد سكانها 573 نسمة حسب أحصائيات عام  2004.